# Trieszt megye
Trieszt  megye (olaszul Provincia di Trieste, trieszti dialektusban Provincia de Trieste, szlovénul Pokrajina Trst, friuli nyelven Provincie di Triest) Friuli-Venezia Giulia régió egyik megyéje Olaszországban. Területét tekintve a legkisebb olasz megye, területének egy részét (az Isztriát és a Kras vidékét) a második világháború után Jugoszláviához csatolták. Az olasz megyék közül Triesztnek van a legkevesebb községe, azonban népsűrűségét tekintve a negyedik olasz megye.

## Földrajza
A megye egy keskeny, 5–10 km széles és 30 km hosszú földcsík, amely az Adriai-tenger és a Kras-fennsík között helyezkedik el.

## Községei
Területén hat község található:
| Község                  | Lakosság (fő) | Terület (km²) | Fekvése | Kép |
| ----------------------- | ------------- | ------------- | ------- | --- |
| Duino-Aurisina          | 8.698         | 45,17         |         |     |
| Monrupino               | 869           | 12            |         |     |
| Muggia                  | 13.409        | 13,66         |         |     |
| San Dorligo della Valle | 5.999         | 24,51         |         |     |
| Sgonico                 | 2.122         | 31,31         |         |     |
| Trieszt                 | 208.599       | 84,48         |         |     |
| Összesen                | 236.650       | 212           |         |     |

## Fordítás
- Ez a szócikk részben vagy egészben  a   Provincia di Trieste című olasz Wikipédia-szócikk fordításán alapul.  Az eredeti cikk szerkesztőit annak laptörténete sorolja fel. Ez a jelzés csupán a megfogalmazás eredetét és a szerzői jogokat jelzi, nem szolgál a cikkben szereplő információk forrásmegjelöléseként.